# Viakona Taufatofua
Viakona Taufatofua (ur. 21 listopada 1994) – zapaśnik z Samoa Amerykańskiego walczący w obu stylach. Brązowy medalista mistrzostw Oceanii w 2016 roku.